# Châtenois-les-Forges
Châtenois-les-Forges település Franciaországban, Territoire de Belfort megyében. Lakosainak száma 2637 fő (2022. január 1.). Châtenois-les-Forges Bermont, Bethoncourt, Grand-Charmont, Nommay, Brevilliers és Trévenans községekkel határos.

## Népesség
A település népességének változása:
| Lakosok száma | 2735 | 2757 | 2803 | 2750 | 2709 | 2667 | 2625 | 2616 | 2637 |
|               | 2013 | 2015 | 2016 | 2017 | 2018 | 2019 | 2020 | 2021 | 2022 |